# Bichon frisé
A bichon frisé egy kis termetű kutyafajta.

## Származása és története
A bichonok a történelmi idők során jelentek meg Európában, már a Római Birodalomban ismerték fajtáikat, ahol szintén ölebként tartották őket. A fajta délről terjedt el Európában, Belgium és Franciaország irányába. Korabeli festményeken a középkor óta feltünedeznek ezek a kis kutyák, főleg arisztokrata hölgyek kísérőiként. Elmondható, hogy több évszázada már nagy népszerűségnek örvendenek, különösen Olaszországban és Franciaországban, ahol szinte az arisztokráciát jelző státusszimbólumként tekintenek rájuk. A bichon pelyhes bundája miatt esetenként ágymelegítőként vagy kispárnaként szolgálhatott gazdájának (bár ez a gyakorlat veszélyes lehet a kutyára nézve).

## Külleme
A dugóhúzószerűen csavarodott szőr végeit kissé formára nyírják. Szőrének hossza 7–10 cm. Színe kizárólag tiszta fehér. Nem vedlik. Füle lelóg, farkát hátára hajlítja. Gyakran versenyeztetik, ezért fején a szőrt busásra szokás nyírni.

## Tartása
Lakásban ajánlott inkább.Kicsi termete miatt a kerítés alatt kiáshatja magát.
Szeret futni, így inkább a sportos körűlményben élő emberekhez ajánlott kiskutya.

## Adatok
- Marmagasság: 30 cm
- Testtömeg: 3–5 kg
- Alomszám: 3-4 kölyök
- Várható élettartam: 10-12 év